# Ahmad Chamlou
Ahmad Chamlou (en persan : احمد شاملو, aussi transcrit Ahmad Shamloo, Shamlou ou Shamlu), né le 12 décembre 1925 à Téhéran où il est mort le 24 juillet 2000, est l'un des grands poètes iraniens du XXe siècle. Son nom de plume était Aléf-Bâmdâd (en persan : ا. بامداد, « A-Aube »).

## Biographie
Ahmad Chamlou est né à Téhéran et passe son enfance dans différentes villes d'Iran. Son père étant officier dans l'armée, le petit Ahmad et sa famille doivent le suivre et déménager souvent d'une ville à l'autre.
Après la naissance d'Ahmad, sa famille habite Racht, Semirom, Ispahan, Abadeh et Chiraz. À partir de 1932, il est scolarisé à Khach, Zahedan, puis Machhad. Ses études secondaires entamées en 1939 se déroulent à Birdjand, Machhad et Téhéran. En 1943 il tente de d'achever ses études secondaires à Gorgan, Torkaman-sahra, puis Ourmia, mais il n'obtiendra finalement pas de diplôme.
Durant son adolescence, la haine de la Grande-Bretagne lui fait adopter les idéaux de l'Allemagne nazie. Ses activités politiques lui valent une première arrestation par les Alliés, en 1943. Il passe plusieurs mois en prison. De cette période est issu un recueil poétique, Mélodies oubliées. Reniant après la guerre les convictions de son adolescence, il refusera par la suite toute réédition de ce volume. Après la guerre, il adhère au Toudeh, le parti communiste iranien.
Ahmad Chamlou a été rédacteur en chef de plusieurs revues : Mâh-nâmé-yé Keyhân (Cahier mensuel de Keyhan), Ketâbé Haftéh (Cahier de la semaine), Khoushéh (Épi), Ketâbé Djom-éh (fa) (Cahier du vendredi).
Il a fini sa vie dans la misère, vivant en reclus et opiomane.
Sa seconde épouse était Aïda Sarkisian (fa).
En 2008, les forces de sécurité ont dispersé un rassemblement sur la tombe du poète, en présence de sa veuve, le jour anniversaire de sa mort.

## Œuvre
Il est le contemporain entre autres de Sohrab Sepehri, Forough Farrokhzad et Nima Youchidj, ce dernier l'ayant beaucoup inspiré. Sa poésie est complexe. Elle utilise pourtant des images simples, qui contribuent grandement à l'intensité de ses poèmes. Il utilise généralement des images traditionnelles, familières à son audience iranienne à travers les travaux de Hafez et de Omar Khayyam. Il a mélangé les images abstraites et concrètes d'une façon inédite dans la poésie perse, ce qui a désarçonné certains amateurs d'une poésie persane plus traditionnelle.
Ahmad Chamlou a été influencé par la poésie européenne, Maïakovski, Lorca, ainsi que Prévert, Aragon, Éluard ou Apollinaire. Il s'est montré un adversaire résolu de la poésie prosodique et métrique, inadaptée pour exprimer l'époque contemporaine, et partisan de la « poésie libre ».
Chamlou a traduit en persan beaucoup d'œuvres depuis l'allemand et le français. Il a notamment traduit Le Petit Prince de Saint-Exupéry. Ses propres œuvres ont elles aussi été traduites, certains en français par l'érudit Ahmad Kamyabi Mask, qui était son ami[réf. nécessaire]. Il a écrit également plusieurs pièces de théâtre et édité les travaux des poètes classiques persans les plus importants, en particulier Hafez. Son œuvre en six volumes Ketab-e Koucheh (Le Livre de la rue) est une contribution majeure à la compréhension des croyances et de la langue du folklore persan.
À part sa passion première qu'était la poésie, Chamlou a eu de nombreuses autres activités, dont le journalisme, l'écriture d'histoires pour enfants, de scénarios et de nouvelles.

## Liste des œuvres
- Mélodies oubliées (fa)
- Fer et sensation
- 23
- Résolution (Manifeste) (fa)
- L'Air vif (fa)
- Le Jardin des miroirs (fa)
- Aïda dans le miroir (fa)
- Instant et éternité (fa)
- Aïda : arbre, poignard et mémoire ! (fa)
- Phénix sous la pluie (fa)
- Élégies de la Terre (fa)
- Éclore dans le brouillard (fa)
- Abraham dans le feu (fa)
- La Dague dans l'assiette
- Petits chants de l'exil (fa)
- Éloges sans récompenses
- Le Livre de la rue (en)

## Traduction en français
- Ahmad Shāmlou (trad. Parviz Khazraï, préf. Parviz Khazraï), Hymnes d'amour et d'espoir, La Différence, 1994, 128 p. (ISBN 2-7291-1006-2)
- Ahmad Shāmlû (trad. Parviz Abolgassemi), Aïda dans le miroir, Fuveau, RAC, 1994, 106 p. (ISBN 2-905205-37-8 (édité erroné), BNF 35734054)
- Ahmad Châmlou (trad. Ahmad Kamyabi Mask), Choix de poèmes, Paris, A. Kamyabi Mask, 2000 (ISBN 9782910337070)
- Europe, no  297, mai 2012  — Ahmad Châmlou, p. 258-261
- Ahmad Shāmlou (trad. Sylvie Mochiri Miller, préf. Arash Joudaki), Hurle-moi, L'Harmattan Paris, 2021, 133 p. (ISBN 978-2-343-22190-8)
- Ahmad Shamlou. La Passion de la Recréation. Poésies. Trad. Media Kashigar et Jalal Alavinia. Lettres Persanes, 2022.  (ISBN 9782916012230). 368 pages. 125 poèmes. Biographie complète.

## Récompenses
- 1999 : prix Stig Dagerman[10]

## Documentaire
- (fa + en) 1999 : Ahmad Shamlou: Master Poet of Liberty, de Moslem Mansouri [voir en ligne], sur archive.org